# Nicolás Flores Rubio
El General Nicolás Flores Rubio (Pisa Flores, Estado de Hidalgo, 8 de enero de 1873 - Zimapán, 9 de diciembre de 1933), fue un militar mexicano, que participó en la revolución mexicana.

## Biografía

### Primeros años y familia
Hijo de Domenico Fiori, del Puerto de Salerno, Italia que luego cambió su nombre por el de Domingo Flores quien emigró a América por el año de 1860 y de Josefina Rubio, oriunda de la población de Jacala, quienes procrearon 7 hijos, siendo el mayor Nicolás además siendo reconocido su medio hermano Luis Felipe Flores Bernón.
Heredó de su padre el trabajo por el cobre. Vivió también en San Juan Ahuehueco, municipio de Tepehuacán de Guerrero, y más tarde en el Rancho de Zipatla, municipio de La Misión aledaño al municipio de Jacala de Ledezma. En ese lugar se dedicó al comercio. 

### Revolución mexicana y Gobernador de Hidalgo
Destacado al ser miembro defensor  del grupo revolucionario constitucionalista, que encabezó a nivel nacional Venustiano Carranza. Flores fue en un inicio Jefe del Movimiento Revolucionario en la Sierra de Jacala con influencia en la región de Zimapán, Jacala y Tlahuiltepa. Después fue nombrado Comandante Militar del Estado y Gobernador Provisional del Estado. Posteriormente y por via electoral es Gobernador Constitucional del Estado desde 1917 y hasta 1921. Se destaca como hecho principal durante su gobierno, el que en este período se erige el Congreso Constituyente de la Constitución Política del Estado de Hidalgo.

### Últimos años y muerte
Cumpliendo su misión gubernamental se retira a la vida privada en la ciudad de Zimapán, muriendo en este lugar el 9 de diciembre de 1933.

### Legado
Durante sus años de lucha en la región, mantuvo estrecho contacto con los naturales del entonces municipio de Santa María Tepeji, perteneciente al entonces distrito de Zimapán. En la defensa de Santa Maria Tepeji tuvo como un hecho significativo la Batalla del Xhanñhe. De manera que a su muerte los habitantes del municipio enviaron al Congreso del Estado una iniciativa en la que solicitaban fuera cambiado el nombre de Santa María Tepeji por "Nicolás Flores (municipio)", iniciativa que es aprobada por la XXXIV Legislatura del Estado el 15 de noviembre de 1937 y ratificada por el C. Gobernador Javier Rojo Gómez, el 10 de diciembre del mismo año.
Posteriormente y por decreto de la Legislatura del Estado es declarado "Ilustre Hidalguense" y sus restos son inhumados en la Rotonda de los Hidalguenses Ilustres en 1972.